# Vest og Indre Finlands regionsforvaltning
Vest- og Indre- Finlands regionsforvaltning (svensk: Västra och Inre Finlands regionförvaltningsverk, finsk: Länsi- ja Sisä-Suomen aluehallintovirasto) er den regionale statsforvaltning i det vestlige og midterste Finland.
I 2012 blev Vest- og Indre- Finlands regionsforvaltning ledet af Överdirektör Jorma Pitkämäki.
Den 1. januar 2010 blev Vestfinlands len nedlagt, og lenets hidtidige opgaver blev delt mellem Sydvestfinlands regionsforvaltning og Vest- og Indre- Finlands regionsforvaltning samt de nyoprettede Erhvervs-, trafik- og miljøcentraler.

## Geografisk område
Regionsforvaltningens hovedkontor ligger i Vasa, og der er afdelingskontorer i Tammerfors og Jyväskylä.
Regionsforvaltningen dækker følgende landskaber (svenske navne i parentes):
- Etelä-Pohjanmaa (Södra Österbotten)
- Pohjanmaa (Österbotten)
- Pirkanmaa (Birkaland)
- Keski-Pohjanmaa (Mellersta Österbotten)
- Keski-Suomi (Mellersta Finland)

Største byer i regionsforvaltningens område:
- Tampere (Tammerfors), Jyväskylä, Vaasa (Vasa), Kokkola (Karleby), Seinäjoki (Östermyra) og Kauhajoki.

## Erhvervs-, trafik- og miljøcentraler
En Erhvervs-, trafik- og miljøcentral (svensk: närings-, trafik- och miljöcentralen (ntm-centralen, ntm), finsk: elinkeino-, liikenne- ja ympäristökeskus (ely-keskus, ely)) har tre ansvarsområder. Det er:
- erhverv, arbejdskraft, kompetencer og kultur
- trafik og infrastruktur
- miljø og naturressourcer

I den vestlige del af området tager centralen i Seinäjoki (Södra Österbotten) sig af alle tre ansvarsområder, mens centralen i Vasa (Österbotten) tager sig af to ansvarsområder. Centralen i Karleby (Mellersta Österbotten) har kun et ansvarsområde. 
Mod syd har centralen Tammerfors (Birkaland) alle ansvarsområder. Det samme gælder for centralen i Jyväskylä (Mellersta Finland) mod øst. 